# Dorfbach (Gewässername)
Dorfbach bezeichnet ein kleines Gewässer, das durch eine oder nahe bei einer kleinen Siedlung fließt. 
(Ordnung nach Staaten, alphabetisch nach Vorfluter, nachrangig Mündungsort)

## Deutschland
- Baden-Württemberg:
  - Altdorfer Dorfbach (Kapuzinerbach), Mittellauf des Kapuzinerbachs (zur Elz) auf dem rechten Hauptstrang von unterhalb Schmieheim, Gemeinde Kippenheim bis unterhalb von Altdorf, Gemeinde Ettenheim, beide Orte im Ortenaukreis
  - Altheimer Dorfbach, linker Zufluss des Erlengrabens (zur Linzer Aach) nahe Altheim, Bodenseekreis
  - Anselfinger Dorfbach, rechter Zufluss des dort noch Hepbach genannten Saubachs (zur Radolfzeller Aach) bei Anselfingen, Stadt Engen, Landkreis Konstanz, Baden-Württemberg
  - Berghauptener Dorfbach, linker Zufluss der Kinzig (zum Oberrhein) nahe Berghaupten, Ortenaukreis
  - Bohlinger Dorfbach, rechter Zufluss der Radolfzeller Aach in Bohlingen, Landkreis Konstanz
  - Dorfbach (Aitrach) – siehe unten → Leipferdinger Dorfbach
  - Dorfbach (Andelsbach), rechter Zufluss des Andelsbachs (zur Ablach) in Krauchenwies, Landkreis Sigmaringen, Baden-Württemberg
  - Dorfbach (Blankenloch), ehemaliges Fließgewässer in Blankenloch, Stadt Stutensee, Landkreis Karlsruhe, Baden-Württemberg
  - Dorfbach (Börsbach) – siehe unten → Menzinger Dorfbach
  - Dorfbach (Durchgehender Altrheinzug) – siehe unten → Jechtinger Dorfbach
  - Dorfbach (Ehrenbach), linker Zufluss des Ehrenbachs (zur Wutach) nahe Brunnadern, Stadt Bonndorf im Schwarzwald, Landkreis Waldshut
  - Dorfbach (Elz) – zwei Zuflüsse der Elz (zum Oberrhein) im Landkreis Emmendingen; flussabwärts:
    - Malterdinger Dorfbach, rechter Zufluss bei Hecklingen, Gemeinde Kenzingen
    - Dorfbach (Elz), rechter Zufluss vor Kenzingen

  - Dorfbach (Erlengraben) – siehe unten → Entersbacher Dorfbach
  - Dorfbach (Erlengraben) – siehe oben → Altheimer Dorfbach
  - Dorfbach, Mittellaufname des Butzengraben (Eyach) (linker Zufluss der Eyach, zum Neckar) in Weildorf, Stadt Haigerloch, Zollernalbkreis, Baden-Württemberg
  - Dorfbach (Fils), rechter Zufluss der Fils in Salach, Landkreis Göppingen
  - Dorfbach (Hepbach) – siehe oben → Anselfinger Dorfbach
  - Dorfbach (Hofweierer Dorfbach), linker Oberlauf des Hofweierer Dorfbachs (zum hier noch Tieflachschütterle genannten Schutter-Zufluss Tieflachkanal) nahe Hofweier, Gemeinde Hohberg, Ortenaukreis
  - Dorfbach oder Thaler Graben (Inn), linker Zufluss des Inns bei Oberaudorf, Landkreis Rosenheim, Bayern
  - Dorfbach (Kammbach), linker Zufluss des Kammbachs (zum Holchenbach) in Rammersweier, Stadt Offenburg, Ortenaukreis
  - Dorfbach (Kapuzinerbach) – zwei Abschnitte auf dem Hauptstrang des Kapuzinerbachs im Ortenaukreis; flussabwärts:
    - Schmieheimer Dorfbach – siehe unten → Schmieheimer Dorfbach
    - Altdorfer Dorfbach – siehe oben → Altdorfer Dorfbach

  - Dorfbach (Kinzig) – siehe oben → Berghauptener Dorfbach
  - Dorfbach (Kleine Wiese), linker Zufluss der Kleinen Wiese in Langenau, Stadt Schopfheim, Landkreis Lörrach, Baden-Württemberg
  - Dorfbach (Kocher), rechter Zufluss des Kochers in Hüttlingen, Ostalbkreis
  - Dorfbach (Kraichbach) – zwei Zuflüsse des Kraichbachs in der Stadt Kraichtal, Landkreis Karlsruhe, Baden-Württemberg; flussabwärts:
    - Oberacker Dorfbach, linker Zufluss vor Münzesheim
    - Oberöwisheimer Dorfbach, Ober- und Mittellaufname Kleiner Kraichbach, rechter Zufluss bei Oberöwisheim

  - Dorfbach (Mühlbach), rechter Zufluss des Mühlbachs (zum Zeller See des Bodensees) in Stahringen, Stadt Radolfzell am Bodensee, Landkreis Konstanz
  - Dorfbach (Mühlbach Nord), rechter Zufluss des Mühlbachs Nord (zur Elz zum Oberrhein) in Köndringen, Gemeinde Teningen, Landkreis Emmendingen; mit Abschnittsnamensfolge Wannenbach → Hallenbach → Seegraben → Dorfbach
  - Dorfbach (Rießbach), mittlerer Laufabschnitt des Rießbachs (zum Krebsbach, zur Wiese) auf der Gemarkung Raitbach, Stadt Schopfheim, Landkreis Lörrach
  - Dorfbach (Radolfzeller Aach) – siehe oben → Bohlinger Dorfbach
  - Dorfbach (Schutter), rechter Zufluss der Schutter (zur Kinzig, zum Oberrhein) nahe Niederschopfheim, Ortenaukreis; Abschnittsnamensfolge Talbach → Riedbach → Dorfbach
  - Dorfbach (Saalbach) – siehe oben → Neibsheimer Dorfbach
  - Dorfbach (Saubach) – siehe oben → Anselfinger Dorfbach
  - Dorfbach (Schlierbach) – zwei linke Zuflüsse des Schlierbachs (zur Wiese) im Stadtgebiet von Schopfheim, Landkreis Lörrach; bachabwärts:
    - Dorfbach (Schlierbach, Kürnberg), nahe Kürnberg
    - Dorfbach (Schlierbach, Eichen), nahe Eichen

  - Dorfbach (Schmerach), linker Zufluss der Schmerach bei Ilshofen, Landkreis Schwäbisch Hall
  - Dorfbach, Alternativname des Talbach (Starzel), linker Zufluss der Starzel (zum Neckar) in Rangendingen, Zollernalbkreis
  - Dorfbach (Tieflachkanal) – siehe unten → Hofweierer Dorfbach
  - Dorfbach (Warmbach), linker Zufluss des Warmbachs (zum Rhein) in Warmbach, Stadt Rheinfelden (Baden), Landkreis Lörrach
  - Dorfbach (Welschensteinacher Bach), linker Seitenarm des Welschensteinacher Bachs oder Mühlbachs (zur Kinzig, zum Oberrhein) in Steinach (Ortenaukreis), Ortenaukreis
  - Entersbacher Dorfbach, rechter Zufluss des Erlenbach (zur Kinzig, zum Oberrhein) bei Unterentersbach, Stadt Zell am Harmersbach, Ortenaukreis
  - Hofweierer Dorfbach, rechter Zufluss hier noch Tieflachschütterle genannten Tieflachkanals (zur Schutter, zur Kinzig, zum Oberrhein) unterhalb von Hohberg, Ortenaukreis
  - Jechtinger Dorfbach, linker Zufluss (nach Kreuzung) des hier Großmattenrhein genannten Durchgehenden Altrheinzugs (zum Oberrhein) bei Jechtingen, Gemeinde Sasbach am Kaiserstuhl, Landkreis Emmendingen
  - Leipferdinger Dorfbach, rechter Zufluss der Aitrach (zur Donau) bei Leipferdingen, Stadt Geisingen, Landkreis Tuttlingen
  - Menzinger Dorfbach, rechter Oberlauf des Börsbachs bis unterhalb von Menzingen, Stadt Kraichtal, Landkreis Karlsruhe, Baden-Württemberg
  - Neibsheimer Dorfbach, rechter Zufluss der Saalbach (zum Oberrhein) nahe Neibsheim, Stadt Bretten, Landkreis Karlsruhe, Baden-Württemberg
  - Oberacker Dorfbach – siehe oben → Dorfbach (Kraichbach)
  - Oberöwisheimer Dorfbach – siehe oben → Dorfbach (Kraichbach)
  - Schmieheimer Dorfbach, rechter Hauptstrang-Oberlauf des Kapuzinerbachs (zur Elz, zum Oberrhein) von Schmierheim, Gemeinde Kippenheim bis unterhalb von Altdorf, Gemeinde Ettenheim, beide Orte im Ortenaukreis; siehe Kapuzinerbach#Altdorfer Dorfbach

- in Bayern:
  - Dorfbach, Oberlaufname des Aislinger Bachs, bis Windhausen, Markt Aislingen, linker Zufluss der Glött unterhalb von Glött, beide Landkreis Dillingen an der Donau
  - Dorfbach (Albach), rechter Oberlauf der Albach (zur Fränkischen Saale) bis in Großbardorf, Landkreis Rhön-Grabfeld
  - Brünner Dorfbach, linker Zufluss des Albersdorfer Mühlbachs (zur Baunach) bei Brünn, Stadt Ebern, Landkreis Haßberge
  - Dorfbach (Altbach), linker Zufluss des Altbachs (zum Erlbach, zur Fränkischen Rezat bei Untereschenbach) in Mitteleschenbach, Landkreis Ansbach
  - Pondorfbach (Ascha), linker Zufluss der Ascha (zur Schwarzach) nach der Aschamühle, Markt Winklarn, Landkreis Schwandorf
  - Dorfbach (Baunach), linker Zufluss der Baunach in Gemeinfeld, Gemeinde Burgpreppach, Landkreis Haßberge
  - Dorfbach (Dober), linker Zufluss der Dober (zur Kremnitz) bei der Dobermühle, Gemeinde Tschirn, Landkreis Kronach, Bayern
  - Dorfbach (Eckenbach), rechter Oberlauf des Eckenbachs (zur Schwabach, zur Regnitz) bis unterhalb von Neunhof, Stadt Lauf an der Pegnitz, Landkreis Nürnberger Land
  - Dorfbach (Glonn), rechter Zufluss der Glonn (zur Amper) bei Arnbach, Gemeinde Schwabhausen, Landkreis Dachau
  - Dorfbach (Grümpel), linker Zufluss der Grümpel bei Birnbaum, Markt Steinwiesen, Landkreis Kronach
  - Dorfbach (Haßbach), rechter Zufluss des Haßbachs (zur Loquitz in Ludwigsstadt) bei der Leinenmühle, Stadt Ludwigsstadt, Landkreis Kronach
  - Dorfbach (Hengersberger Ohe), rechter Zufluss der Hengersberger Ohe vor der Grubmühle gegenüber Hengersberg, Landkreis Deggendorf
  - Dorfbach (Hierlbach), rechter Zufluss des Hierlbach (zum Röthbach, zur Sims) bei Lauterbach, Gemeinde Rohrdorf, Landkreis Rosenheim, Bayern
  - Dorfbach (Irlbach), rechter Zufluss des Irlbachs (zur Donau) bei Paitzkofen, Gemeinde Straßkirchen, Landkreis Straubing-Bogen
  - Dorfbach (Isar), rechter Zufluss der Isar in Lenggries, Landkreis Bad Tölz-Wolfratshausen
  - Dorfbach (Kammel), linker Zufluss der Kammel bei Breitenbrunn, Landkreis Unterallgäu
  - Dorfbach (Loisach), rechter Zufluss der Loisach nahe Bichl, Landkreis Bad Tölz-Wolfratshausen; ist linker Abzweig des Steinbach (Loisach, Bichl)
  - Darchinger Dorfbach, Unterlaufname oder -talname Höllgraben, linker Zufluss der Mangfall bei Valley, Landkreis Miesbach
  - Breitenseer Dorfbach: zur Milz, siehe → unter Thüringen
  - Dorfbach (Murn) – zwei linke Zuflüsse der Murn (zum Inn) in der Gemeinde Amerang, Landkreis Rosenheim; flussabwärts:
    - Ameranger Dorfbach, linker Zufluss bei Moosham
    - Dorfbach, Oberlaufname der Zillhamer Achen bis Halfing, linker Zufluss der Murn nach Moosham

  - Dorfbach, Oberlaufname des Neuwiesbachs (zum Dandlbach, zur Donau) bei Gottsdorf, Markt Untergrießbach, Landkreis Passau bis zur Staatsgrenze zu Österreich
  - Dorfbach (Ölsnitz), rechter Zufluss der Ölsnitz (zur Rodach, zum Main), an der Neumühle von Geroldsgrün, Landkreis Hof
  - Dorfbach (Paar), linker Zufluss der Paar in Walleshausen, Gemeinde Geltendorf, Landkreis Landsberg am Lech
  - Götzendorfbach, linker Zufluss des Perlenbachs (zum Regen) bei Katzenrohrbach, Gemeinde Walderbach, Landkreis Cham
  - Dorfbach (Pleichach), rechter Zufluss der Pleichach bei Bergtheim, Landkreis Würzburg
  - Dorfbach (Riensbach), linker Zufluss des Riensbachs (zur Glonn, zur Amper) bei Großberghofen Gemeinde Erdweg, Landkreis Dachau
  - Dorfbach (Rippach), rechter Zufluss der Rippach (zum Haselbach, zur Bibert) bei der Fessenmühle, Gemeinde Weihenzell, Landkreis Ansbach
  - Dorfbach (Roßbach), indirekter rechter Oberlauf des Roßbachs (zur Iller)  bis Altach, Gemeinde Rettenberg, Landkreis Oberallgäu
  - Dorfbach (Schmutter), indirekter linker Zufluss der Schmutter bei Markt, Markt Biberbach, Landkreis Augsburg
  - Dorfbach (Schneidbach), rechter Zufluss des Schneidbachs (zum Litzldorfer Bach, zum Kirchbach, zum Inn) in Großholzhausen, Gemeinde Raubling, Landkreis Rosenheim
  - Dorfbach (Steinach), linker Zufluss der Steinach (zur Rodach, zum Main) nahe der Bergmühle von Ebersdorf (Neustadt bei Coburg), Landkreis Coburg, Mündungslage im benachbarten Thüringen
  - Dorfbach (Streu), rechter Zufluss der Streu (zur Fränkischen Saale) bei Fladungen, Landkreis Rhön-Grabfeld
  - Dornheimer Dorfbach, rechter Zufluss des Breitbachs (zum Main) bei Herrgottsmühle, Stadtteil Nenzenheim, Iphofen, Landkreis Kitzingen
  - Warngauer Dorfbach, im Oberlauf nur Dorfbach, Bach durch Oberwarngau, Gemeinde Warngau, Landkreis Miesbach, der kurz danach versickert, im Einzugsgebiet des Trockentals Teufelsgrabens (Tal bei Holzkirchen)

- in Hessen:
  - Dorfbach (Ahne) oder Servitutgraben, linker Zufluss der Ahne (Fulda), zwischen Weimar und Heckershausen, Landkreis Kassel
  - Dorfbach (Brombach), linker Zufluss des Brombachs (zur Mümling) in Langenbrombach, Gemeinde Brombachtal, Odenwaldkreis, Hessen

- - Dorfbach (Elbbach) oder Tränkbach, rechter Zufluss des Elbbachs (zur Lahn) in Niederhadamar, Stadt Hadamar, Landkreis Limburg-Weilburg
  - Dorfbach`oder Moorbach (Gersprenz), linker Zufluss der Gersprenz bei Wersau, Gemeinde Brensbach, Odenwaldkreis, Hessen

- in Nordrhein-Westfalen:
  - Dorfbach (Borkener Aa), rechter Zufluss der Borkener Aa nach Marbeck, Stadt Borken, Kreis Borken

- in Rheinland-Pfalz:
  - Dorfbach (Grenzbach), linker Zufluss des Grenzbach (Holzbach) (zum Holzbach (Wied, Döttesfeld)) bei Maroth, Westerwaldkreis
  - Dorfbach (Mosel), linker Zufluss der Mosel bei Ensch, Landkreis Trier-Saarburg
  - Dorfbach, Bach im Einzugsgebiet des Otterbach (Michelsbach) nahe Freckenfeld, Landkreis Germersheim
  - Dorfbach (Nußbach), linker Zufluss des Nußbachs bei Nußbach, Landkreis Kusel

- in Sachsen
  - Dorfbach oder Sitzenrodaer Bach, rechter Zufluss des Heidebachs (zum Schwarzen Graben) nahe Klitzschen (Mockrehna), Landkreis Nordsachsen
  - Dorfbach (Schönheide), linker Zufluss der Zwickauer Mulde in Schönheiderhammer, Gemeinde Schönheide, Erzgebirgskreis, Sachsen
  - Dorfbach (Wilde Weißeritz), linker Zufluss der Wilden Weißeritz bei Klingenberg, Landkreis Sächsische Schweiz-Osterzgebirge, Sachsen

- in Thüringen:
  - Breitenseer Dorfbach, linker Zufluss der Milz bei Hindfeld (Stadt Römhild), Landkreis Hildburghausen; durchläuft zuvor den Ort Breitensee (Gemeinde Herbstadt), Landkreis Rhön-Grabfeld, Bayern
  - Dorfbach (Rotkehlchengraben), rechter Zufluss des Rotkehlchengrabens in Trebra (Hohenstein), Landkreis Nordhausen

## Schweiz
- Kanton Aargau:
  - Bezirk Aarau:
    - Dorfbach (Aare, Biberstein), linker Zufluss der Aare bei Biberstein
    - Dorfbach (Aabach, Küttigen), rechter Zufluss des Aabach (Küttigen) (zur Aare bei Küttigen) in Küttigen, Bezirk Aarau, Kanton Aargau
    - Dorfbach (Aabach, Meisterschwanden), rechter Zufluss des Aabach (Seetal) (zur Aare bei Wildegg) im Hallwilersee in Meisterschwanden, Bezirk Lenzburg, Kanton Aargau

  - Bezirk Baden:
    - Dorfbach (Aare, Würenlingen), rechter Zufluss der Aare bei Würenlingen
    - Dorfbach (Limmat, Killwangen), linker Zufluss der Limmat in Killwangen
    - Dorfbach, Oberlaufname des Gottesgrabens, linker Zufluss der Limmat in Wettingen
    - Dorfbach (Limmat, Spreitenbach), linker Zufluss der Limmat in Spreitenbach
    - Dorfbach Busslingen, rechter Zufluss der Reuss bei Stetten AG

  - Bezirk Bremgarten:
    - Dorfbach Nesselnbach, linker Zufluss der Reuss bei Nesselnbach (Niederwil AG)
    - Dorfbach Tägerig, linker Zufluss der Reuss bei Tägerig

  - Bezirk Brugg:
    - Dorfbach Villnachern, linker Zufluss der Aare bei Villnachern

  - Bezirk Kulm:
    - Dorfbach Gontenschwil, Oberlaufname Sagenbach, linker Zufluss der Wyna vor Oberkulm
    - Dorfbach (Hallwilersee, Beinwil am See) oder Sandbach, Zufluss des Hallwilersees in Beinwil am See
    - Dorfbach (Hallwilersee, Birrwil), Zufluss des Hallwilersees bei Birrwil
    - Dorfbach Leimbach, linker Zufluss der Wyna bei Leimbach AG
    - Dorfbach (Wyna), rechter Zufluss der Wyna bei Teufenthal

  - Bezirk Laufenburg
    - Dorfbach, Oberlaufname des Bustelbachs (zum Rhein) in Münchwilen AG

  - Bezirk Lenzburg:
    - Dorfbach (Giessen, Rupperswil), rechter Zufluss der Giessen (zur Aare) bei Rupperswil
    - Dorfbach (Hallwilersee, Meisterschwanden), Zufluss des Hallwilersees bei Meisterschwanden
    - Dorfbach (Hallwilersee, Tennwil), Zufluss des Hallwilersees bei Tennwil (Meisterschwanden)

  - Bezirk Muri:
    - Dorfbach (Bodeweidbach), rechter Zufluss des Bodeweidbachs (zum Mooskanal; Binnenkanal (Reuss)) bei Moos in der Gemeinde Oberrüti
    - Dorfbach (Sinserbach) oder Bergbach, linker Zufluss des Sinserbachs (zur Reuss) bei Hübeli in der Gemeinde Sins
    - Dorfbach Oberrüti, rechter Zufluss des Stöckenbach (zum Binnenkanal (Reuss)) bei Oberrüti

  - Bezirk Rheinfelden:
    - Dorfbach (Rhein, Stein), linker Zufluss des Rheins bei Stein AG

  - Bezirk Zofingen:
    - Dorfbach Oftringen, rechter Zufluss des Mühletych (zur Aare) in Oftringen
    - Dorfbach Attelwil, linker Zufluss der Suhre bei Attelwil
    - Dorfbach Kirchleerau, rechter Zufluss der Suhre in Staffelbach AG
    - Dorfbach (Suhre, Moosleerau), rechter Zufluss der Suhre bei Moosleerau
    - Dorfbach (Suhre, Reitnau), linker Zufluss der Suhre bei Reitnau

  - Bezirk Zurzach:
    - Dorfbach (Rhein, Leibstadt), linker Zufluss des Rheins bei Leibstadt

- Kanton Appenzell Ausserrhoden:
  - Dorfbach (Tüfenbach), linker Zufluss des Tüfenbach (Rhein) (zum Necker) bei Schönengrund

- Kanton Basel-Landschaft:
  - Dorfbach, offizielle Bezeichnung des Bachgrabens in Allschwil
  - Dorfbach (Arlesheimerbach), rechter Zufluss des Arlesheimerbachs (zur Birs) bei Arlesheim
  - Dorfbach (Birs, Grellingen), linker Zufluss der Birs in Grellingen
  - Dorfbach (Birs, Muttenz), rechter Zufluss der Birs bei Muttenz
  - Dorfbach (Marchbach), rechter Zufluss des Marchbach (zur Birsig) bei Ettingen

- Kanton Bern:
  - Dorfbach (Aare, Brienzwiler), rechter Zufluss der Aare bei Brienzwiler
  - Dorfbach (Aare, Leuzigen), rechter Zufluss der Aare bei Leuzigen
  - Dorfbach (Aefligen-Giesse), linker Zufluss der Aefligen-Giesse (zur Emme) bei Lyssach
  - Dorfbach (Altache), linker Zufluss der Altaches (zur Önz) bei Bettenhausen BE
  - Dorfbach (Ballmoosbach), linker Zufluss des Ballmoosbachs (zum Dorfbach (Urtenen, Jegenstorf); Urtenen) bei Zuzwil BE
  - Dorfbach (Bruuchbach), linker Zufluss des Bruuchbachs (zum Sagibach; Urtenen) bei Fraubrunnen
  - Dorfbach (Heimiswilbach), rechter Zufluss des Hemiswilbachs (zur Emme) bei Heimiswil
  - Dorfbach (Inneri Giesse), rechter Zufluss der Inneri Giesse (zur Usseri Giesse; Aare) in Münsingen BE
  - Dorfbach (Mülibach, Lüscherz), linker Zufluss des Mülibach (zum Brienzersee) bei Lüscherz
  - Dorfbach (Önz), rechter Zufluss der Önz bei Hermiswil
  - Dorfbach (Ösch), rechter Zufluss der Ösch bei Seeberg BE
  - Dorfbach (Rot), linker Zufluss der Rot (Murg) bei Ludlingen (Pfaffnau)
  - Dorfbach (Rütibach), linker Zufluss des Rütibach (Murg) (zur Aare) bei Oberwil bei Büren
  - Dorfbach (Schwarzgrabe), rechter Zufluss des Schwarzgrabe bei Ins BE
  - Dorfbach (Schwarzwasser), linker Zufluss des Schwarzwassers (zur Sense) bei Schwarzenburg BE
  - Dorfbach (Siggern), linker Zufluss der Siggern bei Flumenthal im Kanton Solothurn
  - Dorfbach (Simme, Boltigen), linker Zufluss der Simme bei Boltigen
  - Dorfbach (Simme, Wimmis), rechter Zufluss der Simme bei Wimmis
  - Dorfbach (Strackbach), rechter Zufluss des Strackbachs (zur Emme) bei Wiler bei Utzenstorf
  - Dorfbach (Sulgerbach), linker Zufluss des Sulgerbachs (zur Aare) in Köniz
  - Dorfbach (Thunersee), Zufluss des Thunersees bei Därligen
  - Dorfbach Saules, linker Zufluss der Trame bei Saules BE
  - Dorfbach (Urtenen, Hindelbank), rechter Zufluss der Urtenen bei Hindelbank
  - Dorfbach (Urtenen, Jegenstorf), linker Zufluss der Urtenen bei Münchringen (Jegenstorf)
  - Dorfbach (Urtenen, Moosseedorf), rechter Zufluss der Urtenen bei Moosseedorf
  - Dorfbach (Zulg), rechter Zufluss der Zulg bei Steffisburg

- Kanton Glarus:
  - Biltner Dorfbach, linker Zufluss der Linth bei Bilten
  - Niederurner Dorfbach, linker Zufluss des Mülibach (zur Linth) in Niederurnen

- Kanton Graubünden:
  - Dorfbach (Flüelabach), linker Zufluss des Flüelabachs in Davos, Region Prättigau-Davos
  - Dorfbach (Hinterrhein), linker Zufluss des Hinterrheins bei Nufenen GR, Region Viamala
  - Dorfbach (Landquart), linker Zufluss der Landquart bei Klosters-Serneus, Region Prättigau-Davos

- Kanton Jura:
  - Dorfbach bei Bonfol, siehe unter Frankreich

- Kanton Luzern:
  - Dorfbach (Grosse Aa), linker Zufluss der Grosse Aa (Sempachersee) bei Neuenkirch
  - Dorfbach (Mülibach, Eschenbach), Zufluss des Mülibach (Winkelbach) (zum Winkelbach; Hellbühler Rotbach) bei Eschenbach LU
  - Dorfbach (Pfaffnern), linker Zufluss der Pfaffnern bei Roggliswil
  - Dorfbach (Sempachersee), Zufluss des Sempachersees in Eich LU

- Kanton Obwalden:
  - Dorfbach (Eibach), linker Zufluss des Eibach (zur Sarner Aa) bei Lungern

- Kanton Schaffhausen:
  - Dorfbach (Strudelbach), rechter Zufluss des Strudelbach (Rhein) (zum Rhein) bei Dörflingen

- Kanton Schwyz:
  - Dorfbach (Biber), rechter Zufluss der Biber (Alp) in Rothenthurm SZ
  - Dorfbach (Giessenbach), linker Zufluss des Giessenbach (zur Reuss) in Küssnacht SZ
  - Dorfbach (Vierwaldstättersee), Zufluss des Vierwaldstättersees in Merlischachen
  - Innere Dorfbach, Zufluss des Vierwaldstättersees in Gersau
  - Usserdorfbach, Zufluss des Vierwaldstättersees in Gersau

- Kanton Solothurn:
  - Dorfbach (Aare, Trimbach), linker Zufluss der Aare in Trimbach
  - Dorfbach (Biberenbach), linker Zufluss des Biberenbachs bei Lohn-Ammannsegg
  - Dorfbach (Brunnbach), rechter Zufluss des Brunnbach (zur Ösch) bei Horriwil
  - Dorfbach (Dünnbach), linker Zufluss des Dünnbach (zum Niedermattbach; Ösch) bei Hüniken
  - Dorfbach (Dünnern, Egerkingen), linker Zufluss der Dünnern bei Egerkingen
  - Dorfbach (Dünnern, Laupersdorf), linker Zufluss der Dünnern bei Laupersdorf
  - Dorfbach (Eimattbach), rechter Zufluss des Eimattbachs (zur Aare) bei Lüsslingen
  - Dorfbach, Unterlaufname des Biberenbachs (zur Emme) in Biberist
  - Dorfbach (Grüttbach), rechter Zufluss des Grüttbachs (zur Aare) bei Derendingen SO

- Kanton St. Gallen:
  - Dorfbach (Bodensee, Goldach), Zufluss des Bodensees in Goldach SG
  - Dorfbach (Gonzenbach), rechter Zufluss des Gonzenbach (zur Thur (Rhein)) bei Mosnang
  - Dorfbach (Glatt), rechter Zufluss der Glatt bei Gossau SG
  - Dorfbach (Länderenaach), linker Zufluss der Länderenaach (zum Rheintaler Binnenkanal) bei Rebstein
  - Dorfbach Rüthi, linker Zufluss des Rheintaler Binnenkanals bei Rüthi
  - Dorfbach (Steinenbach), rechter Zufluss des Steinenbach (Limmat) bei Kaltbrunn SG
  - Dorfbach (Thur, Jonschwil), rechter Zufluss der Thur (Rhein) bei Jonschwil
  - Dorfbach (Thur, Niederbüren), rechter Zufluss der Thur (Rhein) bei Niederbüren
  - Dorfbach (Thur, Oberbüren), rechter Zufluss der Thur (Rhein) bei Oberbüren
  - Dorfbach (Thur, Wattwil), rechter Zufluss der Thur (Rhein) bei Wattwil
  - Dorfbach, Oberlaufname des Wagnerbach (Zürichsee), Zufluss des Zürichsees bei Jona SG

- Kanton Thurgau:
  - Dorfbach (Aufhoferbach), rechter Zufluss des Aufhoferbachs (zum Thunbach) bei Lustdorf (Thundorf)
  - Dorfbach (Bodensee, Kesswil), Zufluss des Bodensees in Kesswil
  - Dorfbach (Bodensee, Romanshorn), Zufluss des Bodensees in Romanshorn
  - Dorfbach, Unterlaufname des Talerbach (zum Bodensee) in Steckborn
  - Dorfbach (Bodensee, Uttwil), Zufluss des Bodensees in Uttwil
  - Dorfbach (Furtbach, Hüttwilen), linker Zufluss des Furtbach (Seebach) bei Nussbaumen TG (Hüttwilen)
  - Dorfbach (Giessen, Berg), rechter Zufluss der Giessen (Thur) (zur Thur (Rhein)) bei Mauren TG (Berg)
  - Dorfbach (Hasenseekanal), rechter Zufluss des Hasensees (zum Hasenseekanal; Seebach (Thur)) bei Buch bei Frauenfeld (Uesslingen-Buch)
  - Dorfbach (Lützelmurg, Ettenhausen), linker Zufluss der Lützelmurg bei Ettenhausen TG (Aadorf)
  - Dorfbach (Rhein, Gottlieben), linker Zufluss des Rheins bei Gottlieben
  - Dorfbach (Seebach), rechter Zufluss des Nussbaumersees (zum Seebach (Thur)) bei Uerschhausen (Hüttwilen)
  - Dorfbach (Thur, Felben-Wellhausen), linker Zufluss der Thur (Rhein) bei Felben-Wellhausen
  - Dorfbach (Thur, Pfyn), rechter Zufluss der Thur (Rhein) bei Pfyn

- Kanton Uri:
  - Altdorfer Dorfbach (Reuss), Zufluss der Reuss im Vierwaldstättersees bei Flüelen und rechter Abzweig der Schächen bei Bürglen, beide im Kanton Uri

- Kanton Zug
  - Dorfbach Oberägeri, Zufluss des Ägerisees in Oberägeri
  - Dorfbach (Drälikerbach), rechter Zufluss des Drälikerbachs (zur Reuss) bei Hünenberg ZG
  - Dorfbach (Lorze), rechter Zufluss der Lorze in Unterägeri
  - Dorfbach Steinhausen, Zufluss des Zugersees bei Steinhausen ZG
  - Dorfbach (Zugersee, Walchwil), rechter Zufluss des Zugersees in Walchwil

- Kanton Zürich:
  - Bezirk Affoltern:
    - Dorfbach (Haselbach) oder Hinterer Dorfbach, rechter Zufluss des Haselbach (Lorze) in Mettmenstetten
    - Dorfbach Mettmenstetten, Oberlaufname des Vorderen Dorfbachs, linker Zufluss des Dorfbach (zum Haselbach (Lorze)) in Mettmenstetten
    - Dorfbach (Hofibach), linker Zufluss des Hofibachs (zum Jonenbach) in Hedingen
    - Dorfbach, Oberlaufname des Wüeribach (Reppisch), Zufluss der Reppisch in Bonstetten ZH

  - Bezirk Andelfingen:
    - Dorfbach (Abistbach), rechter Zufluss des Abistbachs (zum Niederwiesenbach; Thur (Rhein)) in Benken ZH
    - Dorfbach Guntalingen, linker Zufluss des Geisslibachs bei Guntalingen (Waltalingen)
    - Dorfbach Waltalingen, linker Zufluss des Geisslibachs bei Waltalingen
    - Dorfbach (Langwisbach), linker Zufluss des Langwisbachs, dem linken Oberlauf des Flaacherbachs (zum Rhein) in Buch am Irchel
    - Dorfbach (Lattenbach), rechter Zufluss des Lattenbach (zur Thur (Rhein)) in Ossingen
    - Dorfbach (Seltenbach), linker Zufluss des Seltenbach (zur Thur (Rhein)) bei Humlikon
    - Dorfbach Dätwil, linker Zufluss der Thur (Rhein) bei Dätwil (Adlikon bei Andelfingen)
    - Dorfbach, Oberlaufname des Seltenbach  (zur Thur (Rhein)), linker Zufluss der Thur in Henggart
    - Dorfbach (Tobelbach), rechter Zufluss des Tobelbach (zum Geisslibach) bei Oberstammheim
    - Dorfbach, Oberlaufname des Volkemerbachs (zum Flaacherbach; Rhein) in Dorf ZH

  - Bezirk Bülach:
    - Dorfbach, Oberlaufname des Zweidlergrabens, linker Zufluss der Glatt (Rhein) bei Letten (Glattfelden)
    - Dorfbach, Mittellaufname des Altbach (Glatt) , in Nürensdorf und Bassersdorf
    - Dorfbach, Oberlaufname des Saumgrabens, rechter Zufluss des Himmelbach (Glatt) in Winkel ZH
    - Dorfbach (Itelbach), linker Zufluss des Itelbachs (zum Wildbach; Töss) bei Lufingen
    - Heischer Dorfbach, rechter Zufluss des Jonenbachs bei Hausen am Albis
    - Dorfbach (Landbach, Hüntwangen), rechter Zufluss des Landbach (Rhein) in Hüntwangen
    - Dorfbach (Landbach, Wil), rechter Zufluss des Landbach (Rhein) in Wil ZH
    - Gamliker Dorfbach, rechter Zufluss der Reppisch in Gamlikon (Stallikon)
    - Dorfbach, Oberlaufname des Rietbach (Sechtbach), linker Zufluss des Sechtbachs (zur Glatt (Rhein)) in Bachenbülach

  - Bezirk Dielsdorf:
    - Dorfbach, Mittellaufname des Feuergrabens, rechter Zufluss des Dorfbach (zum Furtbach (Limmat)) in Regensdorf
    - Dorfbach Nassenwil, linker Zufluss des Fischbach (zur Glatt (Rhein)) bei Nassenwil (Niederhasli)
    - Dorfbach (Fisibach), linker Zufluss des Fisibach in Bachs
    - Dorfbach Neerach, Oberlaufname des Saumbachs, linker Zufluss des Fischbach (zur Glatt (Rhein)) in Neerach
    - Dorfbach (Fischbach, Steinmaur), linker Zufluss des Fischbach (zur Glatt (Rhein)) bei Steinmaur
    - Dorfbach (Furtbach, Buchs), linker Zufluss des Furtbach (Limmat) bei Buchs
    - Dorfbach (Furtbach, Dänikon), linker Zufluss des Furtbach (Limmat) bei Dänikon
    - Dorfbach (Furtbach, Hüttikon), linker Zufluss des Furtbach (Limmat) bei Hüttikon
    - Dorfbach (Furtbach, Otelfingen), rechter Zufluss des Furtbachs bei Otelfingen
    - Hofstetter Dorfbach, linker Zufluss der Glatt (Rhein) bei Hofstetten (Oberglatt ZH)
    - Dorfbach (Weiach), linker Zufluss des Rheins bei Weiach
    - Dorfbach Riedt, rechter Zufluss des Saumbachs, linker Zufluss des Fischbach (zur Glatt (Rhein)) bei Riedt bei Neerach
    - Dorfbach, Unterlaufname des Singelenbachs (zur Surb) in Niederweningen
    - Dorfbach (Surb, Oberweningen), rechter Zufluss der Surb in Oberweningen
    - Dorfbach (Surb, Schöfflisdorf), rechter Zufluss der Surb in Schöfflisdorf

  - Bezirk Dietikon:
    - Dorfbach (Limmat, Geroldswil), rechter Zufluss der Limmat in Geroldswil
    - Dorfbach (Limmat, Oberengstringen), rechter Zufluss der Limmat in Oberengstringen
    - Dorfbach, Unterlaufname des Fürtlibachs, Zufluss der Limmat in Oberengstringen
    - Dorfbach (Limmat, Oetwil an der Limmat), rechter Zufluss der Limmat in Oetwil an der Limmat
    - Dorfbach, Mittellaufname des Mülibachs, Zufluss der Limmat in Schlieren
    - Dorfbach (Limmat, Unterengstringen), rechter Zufluss der Limmat in Unterengstringen
    - Dorfbach, Mittellaufname des Länggenbachs, rechter Zufluss der Limmat in Weiningen ZH
    - Dorfbach (Schäflibach), rechter Zufluss des Schäflibachs bei Uitikon

  - Bezirk Horgen:
    - Dorfbach (Sihl), linker Zufluss der Sihl bei Langnau am Albis
    - Dorfbach (Zürichsee, Rüschlikon), Zufluss des Zürichsees in Rüschlikon

  - Bezirk Hinwil:
    - Adetswiler Dorfbach, rechter Zufluss des Chämtnerbachs (zum Pfäffikersee) bei Adetswil (Bäretswil)
    - Dorfbach (Schwarz), rechter Zufluss der Schwarz (zur Jona) bei Dürnten
    - Bertschikoner Dorfbach, Oberlaufname des Wüeribach  (zum Tüfenbach; Pfäffikersee) in Bertschikon bei Gossau (Gossau ZH)
    - Laupener Dorfbach, linker Zufluss des Ziegelhüttenbachs (zum Diezikonerbach; Jona) bei Laupen ZH (Wald ZH)

  - Bezirk Meilen:
    - Dorfbach (Lieburgerbach), linker Zufluss des Lieburgerbachs (zur Mönchaltorfer Aa) in Oetwil am See
    - Dorfbach (Zürichsee, Erlenbach), Zufluss des Zürichsees bei Erlenbach ZH
    - Dorfbach (Zürichsee, Herrliberg), Zufluss des Zürichsees bei Herrliberg
    - Küsnachter Dorfbach, Zufluss des Zürichsees in Küsnacht ZH
    - Dorfbach (Zürichsee, Meilen), Zufluss des Zürichsees in Meilen
    - Dorfbach (Mülibach, Stäfa), linker Zufluss des Mülibach (zum Zürichsee) in Stäfa

  - Bezirk Pfäffikon:
    - Oberbalmer-Dorfbach, linker Zufluss des Auslikerbachs (zum Pfäffikersee) bei Auslikon (Pfäffikon ZH)
    - Dorfbach Rumlikon, Mittellaufname des Ibächlis, dem linken Oberlauf des Brandbach  (zur Kempt) in Rumlikon (Russikon)
    - Dorfbach (Pfäffikersee), Zufluss des Pfäffikersees in Pfäffikon ZH
    - Irgenhauser-Dorfbach, Zufluss des Pfäffikersees in bei Irgenhausen (Pfäffikon ZH)
    - Madetswiler Dorfbach, linker Zufluss des Rietbach (zum Tobelbach (Töss, Zell)) bei Madetswil (Russikon)
    - Russiker Dorfbach, rechter Zufluss des Wildbach (zur Kempt) bei Russikon
    - Ehriker Dorfbach, linker Zufluss des Stammbach (zum Tobelbach (Töss, Zell)) bei Ehrikon (Wildberg ZH)
    - Ludetswiler Dorfbach, linker Zufluss des Tobelbach (zur Töss) bei Ludetswil (Russikon)

  - Bezirk Uster:
    - Wangener Dorfbach, rechter Zufluss des Chriesbachs bei Wangen bei Dübendorf (Wangen-Brüttisellen)
    - Dorfbach, Oberlaufname des Chimlibachs, Zufluss der Glatt (Rhein) in Volketswil
    - Dorfbach, Unterlaufname des Jörenbachs, Zufluss der Glatt (Rhein) bei Fällanden
    - Dorfbach (Greifensee), Zufluss des Greifensees bei Uessikon (Maur)
    - Uessiker-Dorfbach, Zufluss des Greifensees bei Maur
    - Dorfbach (Himmelbach), linker Zufluss des Himmelbach (Glatt) bei Brüttisellen (Wangen-Brüttisellen)
    - Dorfbach Egg, Oberlaufname des Tüftalerbachs, linker Zufluss der Mönchaltorfer Aa in Egg ZH
    - Dorfbach Hinteregg, Oberlaufname des Hostigbachs, linker Zufluss der Mönchaltorfer Aa in Hinteregg (Egg ZH) (Egg ZH)

  - Bezirk Winterthur:
    - Eidberger Dorfbach, rechter Zufluss des Bolsternbachs bei Eidberg (Winterthur)
    - Veltheimer Dorfbach, Oberlaufname des Ohringerbachs (zum Chrebsbach; Näfbach; Töss) bei Veltheim (Winterthur)
    - Oberwiler Dorfbach, linker Zufluss des Hostbach (zur Thur (Rhein)) bei Niederwil ZH, Bezirk Andelfingen
    - Dorfbach (Lützelmurg, Hagenbuch), linker Zufluss der Lützelmurg bei Hagenbuch ZH
    - Oberseener Dorfbach, linker Zufluss des Mattenbach (Eulach) bei Oberseen (Winterthur)
    - Dorfbach (Näfbach), rechter Zufluss des Näfbachs (zur Töss) in Dägerlen
    - Liebensbergerdorfbach, linker Zufluss des Tägelbach (zur Thur (Rhein)) bei Gachnang, Kanton Thurgau
    - Dorfbach (Töss), rechter Zufluss der Töss bei Dättlikon
    - Rikoner Dorfbach, linker Zufluss der Töss bei Rikon (Zell ZH)
    - Wiesendanger Dorfbach, linker Zufluss des Wiesenbach (zum Riedbach (Eulach)) bei Hegmatten (Oberwinterthur)

  - Bezirk Zürich, Stadt Zürich:
    - Dorfbach, Unterlaufname des Holderbach (Katzenbach) in Affoltern (Stadt Zürich)
    - Albisrieder Dorfbach, linker Zufluss der Limmat in Altstetten

## Österreich
- Steiermark
  - Dorfbach (Arbesbach), rechter Zufluss des Arbesbachs bei Strallegg, Bezirk Weiz
  - Dorfbach (Feistritz), rechter Zufluss der Feistritz bei Hartensdorf, Gemeinde Gersdorf an der Feistritz, Bezirk Weiz
  - Dorfbach (Fischbach), linker Zufluss des Fischbachs bei Fischbach, Bezirk Weiz
  - Dorfbach (Hartberger Safen), linker Zufluss der Hartberger Safen bei Grafendorf bei Hartberg, Bezirk Hartberg-Fürstenfeld
  - Dorfbach (Koppentraun), rechter Zufluss der Koppentraun bei Gößl, Gemeinde Grundlsee, Bezirk Liezen
  - Dorfbach (Laßnitz), linker Zufluss der Laßnitz bei Laßnitzthal, Gemeinde Gleisdorf, Bezirk Weiz
  - Dorfbach (Liebochbach), linker Zufluss des Liebochbachs bei Stiwoll, Bezirk Graz-Umgebung
  - Dorfbach (Lungitzbach), rechter Zufluss des Lungitzbachs bei Oberrohr, Gemeinde Rohr bei Hartberg, Bezirk Hartberg-Fürstenfeld
  - Dorfbach (Ofenbach), rechter Zufluss des Ofenbachs bei Reinberg, Gemeinde Vorau, Bezirk Hartberg-Fürstenfeld
  - Dorfbach (Perlsdorfbach), rechter Zufluss des Perlsdorfbachs bei Perlsdorf, Gemeinde Paldau, Bezirk Südoststeiermark
  - Dorfbach (Pöllauer Safen), linker Zufluss der Pöllauer Safen bei Dienersdorf, Gemeinde Kaindorf, Bezirk Hartberg-Fürstenfeld
  - Dorfbach (Vorfluter), linker Zufluss des Vorfluters bei Mettersdorf am Saßbach, Bezirk Südoststeiermark
  - Dorfbach (Wildbach), linker Zufluss des Wildbachs bei Wildbachdorf, Gemeinde Deutschlandsberg, Bezirk Deutschlandsberg

## Frankreich
im Département Haut-Rhin:
- Dorfbach (Largue), oder Ribersmattbach, linker Zufluss der Largue (Ill) bei Seppois-le-Haut, Arrondissement Altkirch
- Dorfbach (Rimbach), rechter Zufluss des Rimbach (Lohbach) bei Merxheim, Arrondissement Thann-Guebwiller
- Dorfbach, Alternativname des Dorfbaechle, linker Zufluss der Ill (Elsass) in Carspach, Arrondissement Altkirch

## Belgien
- Dorfbach (Braunlauf), linker Zufluss des Braunlaufs, Provinz Lüttich